# 巴秋什基
48°51′57″N 36°32′10″E / 48.86583°N 36.53611°E
巴秋什基（烏克蘭語：Батюшки）是位於烏克蘭東部的村莊，由哈爾科夫州洛佐瓦區的布利茲紐基市鎮負責管轄。該村始建於1925年，面積1.6平方公里，海拔高度184米，2001年人口378，人口密度每平方公里236.3人。